# Agnès de Hesse
Pour les articles homonymes, voir Hesse.
Agnès de Hesse, née le 31 mai 1527 et morte le 4 novembre 1555, est une princesse de Hesse par naissance et une duchesse consort de Saxe et Électrice par mariage.

## Biographie
Agnès est la fille aînée du landgrave Philippe Ier (1504 † 1567) et de sa première femme, Christine de Saxe (1505 † 1549). Après la mort de sa mère en 1549, elle prend en charge l'éducation de ses jeunes frères et sœurs.
Initialement fiancée à Éric II de Brunswick-Calenberg, celui-ci rompt leurs fiançailles en 1545 après avoir rencontré Sidonie de Saxe, la fille du duc Henri. Elle épouse en 1541 Maurice de Saxe (1521-1553), quatorzième Électeur de Saxe (1547-1553), vingtième duc de Sagan (1541-1553) et septième duc de Freistadt (1541-1549), frère de Sidonie. De manière très inhabituelle pour l'époque, cette union a été voulue par les deux fiancés et non arrangée par leurs parents : les lettres qu'ils conservent témoignent de l'amitié et de la confiance mutuelle qui existent entre les époux. Agnès est également tenue informée des projets politiques de son mari. L'électeur Maurice meurt le 9 juillet 1553 des suites de ses blessures lors de la bataille de Sievershausen. 
Ils ont une fille, Anne de Saxe (1544 † 1577), et un fils, Albert (28 novembre 1545 † 12 avril 1546).
Le 26 mai 1555, Agnès épouse son deuxième mari, le duc Jean-Frédéric II de Saxe et s'installe à sa cour avec sa jeune fille, Anne. Elle est déjà en mauvaise santé à l'époque et meurt six mois plus tard d'une fausse couche. Dans le chœur de l'église Saint-Pierre-et-Paul de Weimar, un auteur inconnu affirme cependant que sa mort est due à un empoisonnement. Le fait qu'Agnès de Hesse se soit mariée dans une famille rivale est conforme à la théorie du meurtre : les membres de la branche albertine de la Maison de Wettin l'ont peut-être soupçonnée d'avoir révélé des secrets d'État à la branche ernestine rivale. 

## Sources
- Genroy
- Almanach du Gotha[Quoi ?]